# Magnetòmetre
Es diu  magnetòmetre  als dispositius que serveixen per quantificar en força o direcció del senyal magnètic d'una mostra. N'hi ha de molt senzills, com la balança de Gouy o la balança d'Evans, que mesuren el canvi en pes aparent que es produeix en una mostra en aplicar un camp magnètic (pel moment magnètic que indueix), i també molt sofisticats, com els dotats d'SQUID, que són els més sensibles actualment.
El magnetisme varia d'un lloc a l'altre i aquestes variacions en el camp magnètic terrestre (magnetosfera) poden ser causades per la diferent naturalesa de les roques i la interacció entre les partícules carregades del Sol i la magnetosfera d'un planeta. Els magnetòmetres són un component instrumental molt freqüent de les naus espacials que exploren planetes.

## Tipus
Els magnetòmetres es poden dividir en dos tipus bàsics:
- Magnetòmetres escalars  mesuren la força total del camp magnètic al qual estan sotmesos. Per exemple: magnetòmetres de precessió protònica.
- Magnetòmetres vectorials  tenen la capacitat de mesurar el component del camp magnètic en una direcció particular. Per exemple: magnetòmetres de nucli saturat (fluxgate).

Un magnetògraf és un magnetòmetre especial que registra contínuament les dades.